# Cyclodictyon laxifolium
Cyclodictyon laxifolium är en bladmossart som beskrevs av Theodor Carl Karl Julius Herzog 1927. Cyclodictyon laxifolium ingår i släktet Cyclodictyon och familjen Hookeriaceae. Inga underarter finns listade i Catalogue of Life.